# 下總橘站
下總橘站（日语：／ Shimōsa-Tachibana eki */?）是位於千葉縣香取郡東庄町石出1791號，東日本旅客鐵道（JR東日本）的成田線車站。

## 歷史
- 1933年（昭和8年）3月11日：國鐵成田線笹川站至松岸站之間開通，此站啟用[1]。為旅客和貨物車站。
- 1962年（昭和37年）10月1日：結束貨物起卸業務。
- 1972年（昭和47年）3月15日：成為無人車站。
- 1987年（昭和62年）4月1日：伴隨國鐵分割民營化，車站由東日本旅客鐵道（JR東日本）營運[1]。
- 2009年（平成21年）3月14日：此站開始可以使用IC卡「Suica」[2]。成為東京近郊區間範圍內[2]。
- 2017年（平成29年）4月1日：當日起成為整日無人車站（在無人車站前為簡易委託車站）。

## 車站構造

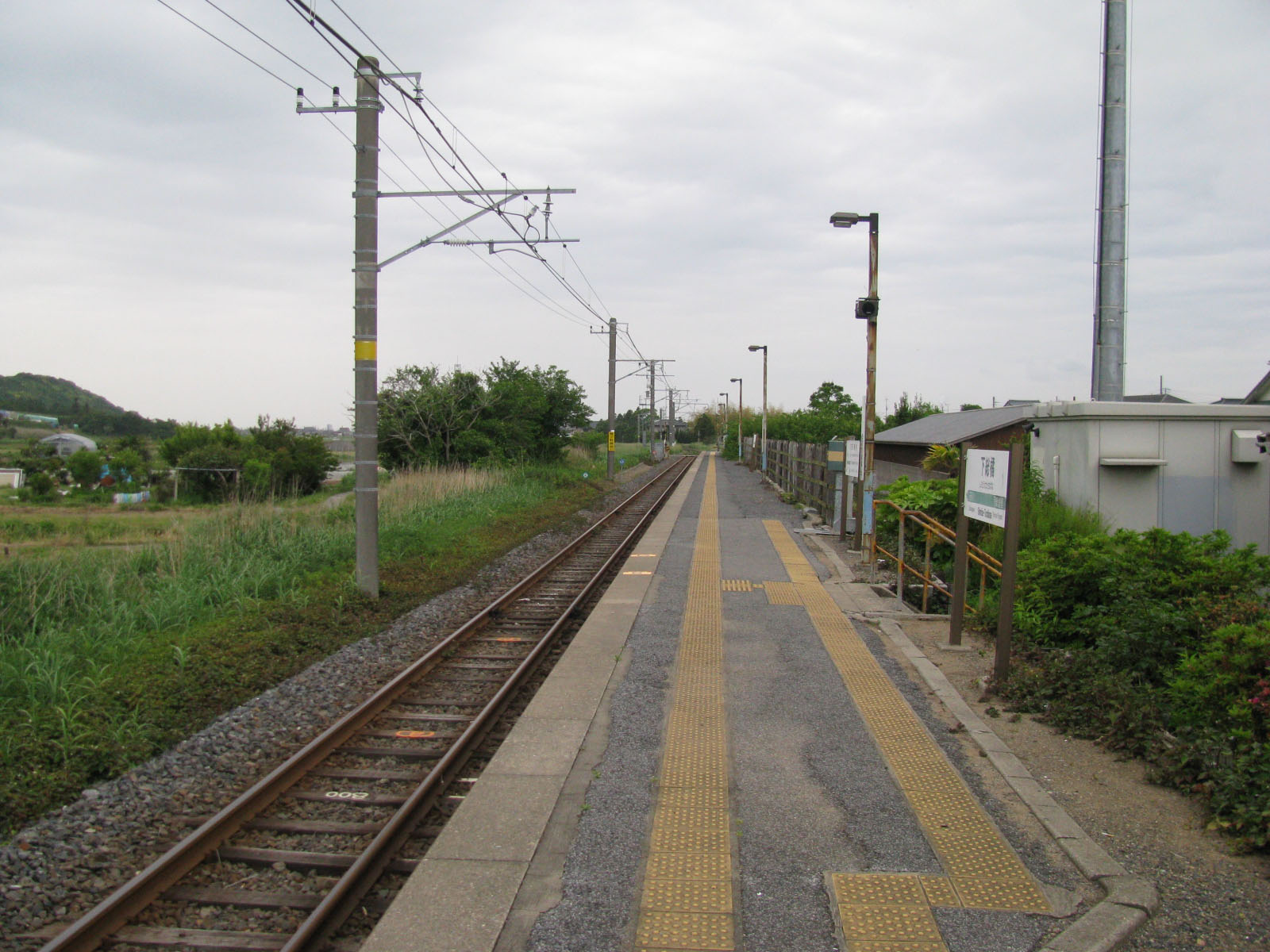
月台（2008年5月24日）

此站是地面車站，設有1面1線的單式月台，成田方向和松岸方向的列車停靠同一月台上。在成田線內，此站和機場第2候機樓站是唯二不可列車交會的車站。月台沒有提高高度。月台西邊設有樓梯連接車站大樓，大樓在車站啟用以來一直在使用。月台可容納8卡車廂。
此站設有簡易Suica閘機、乘車站證明票發行機和廁所（與笹川站一樣設有多功能廁所，設有化糞池的男女分開的濕廁，位於檢票口外）。

## 使用狀況
在2015年（平成27年）度1日平均乘車人次為408人，以下為乘車人次變化列表：
| 乘車人次變化       | 乘車人次變化     | 乘車人次變化 |
| 年度               | 1日平均 乘車人次 | 參考資料     |
| ------------------ | ---------------- | ------------ |
| 1990年（平成02年） | 588              | [ * 1 ]      |
| 1991年（平成03年） | 619              | [ * 2 ]      |
| 1992年（平成04年） | 644              | [ * 3 ]      |
| 1993年（平成05年） | 653              | [ * 4 ]      |
| 1994年（平成06年） | 656              | [ * 5 ]      |
| 1995年（平成07年） | 608              | [ * 6 ]      |
| 1996年（平成08年） | 579              | [ * 7 ]      |
| 1997年（平成09年） | 561              | [ * 8 ]      |
| 1998年（平成10年） | 565              | [ * 9 ]      |
| 1999年（平成11年） | 561              | [ * 10 ]     |
| 2000年（平成12年） | 523              | [ * 11 ]     |
| 2001年（平成13年） | 496              | [ * 12 ]     |
| 2002年（平成14年） | 479              | [ * 13 ]     |
| 2003年（平成15年） | 463              | [ * 14 ]     |
| 2004年（平成16年） | 435              | [ * 15 ]     |
| 2005年（平成17年） | 406              | [ * 16 ]     |
| 2006年（平成18年） | 388              | [ * 17 ]     |
| 2007年（平成19年） | 390              | [ * 18 ]     |
| 2008年（平成20年） | 339              | [ * 19 ]     |
| 2009年（平成21年） | 336              | [ * 20 ]     |
| 2010年（平成22年） | 379              | [ * 21 ]     |
| 2011年（平成23年） | 391              | [ * 22 ]     |
| 2012年（平成24年） | 396              | [ * 23 ]     |
| 2013年（平成25年） | 406              | [ * 24 ]     |
| 2014年（平成26年） | 402              | [ * 25 ]     |
| 2015年（平成27年） | 408              | [ * 26 ]     |

## 車站周邊

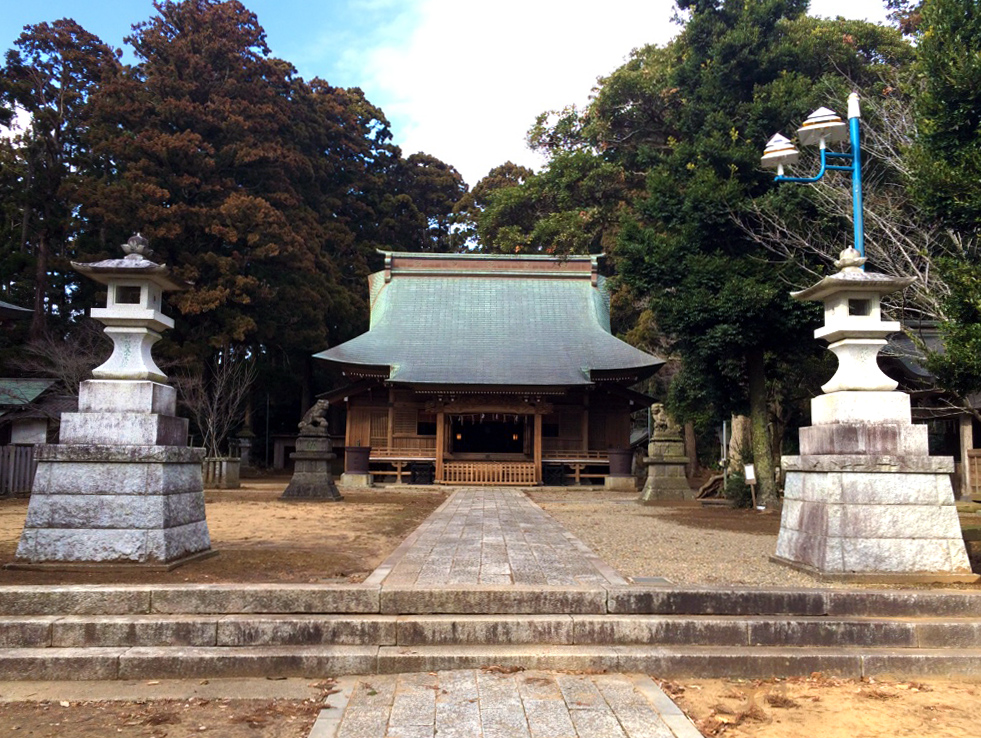
東大社

車站大樓（車站出入口）位於車站東邊。距離利根川（右岸）大約約1公里。
- 國道356號（日语：国道356号）（利根水鄉線（日语：利根水郷ライン））
- 千葉縣道267號下總橘停車場東城線（日语：千葉県道267号下総橘停車場東城線）
- 利根川河口堰（日语：利根川河口堰）
- 利根川大橋
- 東庄町保健福祉綜合中心
- 橘郵局
- 東庄町立石出小學
- 東庄町立橘小學
- 東庄醫院
- 高橋農園直銷處
- 石出堰親水公園
- 雲井岬杜鵑公園（步行約27分鐘）
- 東大社（日语：東大社）（步行約30分鐘）

## 巴士路線
茨城縣神栖市進行社會實驗，在2021年3月31日前（預定）設有神栖市社區巴士（由關東鉄道運行）於早上和黃昏駛入此站前。
- 神栖市社區巴士 前往神栖濟生會醫院（只於黃昏服務）

## 相鄰車站
東日本旅客鐵道（JR東日本）
■成田線
笹川－下總橘－下總豐里

## 注腳

### 使用狀況
1. ↑  千葉縣統計年鑑 （页面存档备份，存于）（日語） - 千葉縣

JR東日本2000年度以後的乘車人次
1. ↑  各駅の乗車人員（2000年度） （页面存档备份，存于）（日語） - JR東日本
2. ↑  各駅の乗車人員（2001年度） （页面存档备份，存于）（日語） - JR東日本
3. ↑  各駅の乗車人員（2002年度） （页面存档备份，存于）（日語） - JR東日本
4. ↑  各駅の乗車人員（2003年度） （页面存档备份，存于）（日語） - JR東日本
5. ↑  各駅の乗車人員（2004年度） （页面存档备份，存于）（日語） - JR東日本
6. ↑  各駅の乗車人員（2005年度） （页面存档备份，存于）（日語） - JR東日本
7. ↑  各駅の乗車人員（2006年度） （页面存档备份，存于）（日語） - JR東日本
8. ↑  各駅の乗車人員（2007年度） （页面存档备份，存于）（日語） - JR東日本
9. ↑  各駅の乗車人員（2008年度） （页面存档备份，存于）（日語） - JR東日本
10. ↑  各駅の乗車人員（2009年度） （页面存档备份，存于）（日語） - JR東日本
11. ↑  各駅の乗車人員（2010年度） （页面存档备份，存于）（日語） - JR東日本
12. ↑  各駅の乗車人員（2011年度） （页面存档备份，存于）（日語） - JR東日本
13. ↑  各駅の乗車人員（2012年度） （页面存档备份，存于）（日語） - JR東日本
14. ↑  各駅の乗車人員（2013年度） （页面存档备份，存于）（日語） - JR東日本
15. ↑  各駅の乗車人員（2014年度） （页面存档备份，存于）（日語） - JR東日本
16. ↑  各駅の乗車人員（2015年度） （页面存档备份，存于）（日語） - JR東日本

千葉縣統計年鑑
1. ↑  千葉縣統計年鑑（平成3年） （页面存档备份，存于）（日語）
2. ↑  千葉縣統計年鑑（平成4年） （页面存档备份，存于）（日語）
3. ↑  千葉縣統計年鑑（平成5年） （页面存档备份，存于）（日語）
4. ↑  千葉縣統計年鑑（平成6年） （页面存档备份，存于）（日語）
5. ↑  千葉縣統計年鑑（平成7年） （页面存档备份，存于）（日語）
6. ↑  千葉縣統計年鑑（平成8年） （页面存档备份，存于）（日語）
7. ↑  千葉縣統計年鑑（平成9年） （页面存档备份，存于）（日語）
8. ↑  千葉縣統計年鑑（平成10年） （页面存档备份，存于）（日語）
9. ↑  千葉縣統計年鑑（平成11年） （页面存档备份，存于）（日語）
10. ↑  千葉縣統計年鑑（平成12年） （页面存档备份，存于）（日語）
11. ↑  千葉縣統計年鑑（平成13年） （页面存档备份，存于）（日語）
12. ↑  千葉縣統計年鑑（平成14年） （页面存档备份，存于）（日語）
13. ↑  千葉縣統計年鑑（平成15年） （页面存档备份，存于）（日語）
14. ↑  千葉縣統計年鑑（平成16年） （页面存档备份，存于）（日語）
15. ↑  千葉縣統計年鑑（平成17年） （页面存档备份，存于）（日語）
16. ↑  千葉縣統計年鑑（平成18年） （页面存档备份，存于）（日語）
17. ↑  千葉縣統計年鑑（平成19年） （页面存档备份，存于）（日語）
18. ↑  千葉縣統計年鑑（平成20年） （页面存档备份，存于）（日語）
19. ↑  千葉縣統計年鑑（平成21年） （页面存档备份，存于）（日語）
20. ↑  千葉縣統計年鑑（平成22年） （页面存档备份，存于）（日語）
21. ↑  千葉縣統計年鑑（平成23年） （页面存档备份，存于）（日語）
22. ↑  千葉縣統計年鑑（平成24年） （页面存档备份，存于）（日語）
23. ↑  千葉縣統計年鑑（平成25年） （页面存档备份，存于）（日語）
24. ↑  千葉縣統計年鑑（平成26年） （页面存档备份，存于）（日語）
25. ↑  千葉縣統計年鑑（平成27年） （页面存档备份，存于）（日語）
26. ↑  千葉縣統計年鑑（平成28年） （页面存档备份，存于）（日語）

## 外部連結
- 車站資訊（下總橘）：東日本旅客鐵道（日語）